# 尾上綾華
尾上 綾華（おのうえ あやか、1982年4月2日 - ）は日本の元ファッションモデル、タレント。スペースクラフトに所属していた。旧芸名は、尾上綾。埼玉県出身。

## 人物・来歴
- ファッション雑誌『JJ』（光文社）などでモデルとして活動。
- 2003年、サントリービールキャンペーンガール。
- 2004年 - 2005年、ワコールウイングブランド・イメージガール。

## 主な出演作品

### テレビ
- Design Channel（2006年、テレビ東京）
- スッキリ!!（2006年4月 - 2008年10月、日本テレビ）「スッキリ@ガーデン」→「スッキリ!!ナビ」
- 銭華（2006年6月20日、日本テレビ）
- カルチャーSHOwQ〜21世紀テレビ検定〜（2007年7月9日、tvk）
- 空の港で （2008年8月、テレビ東京）25話
- BOOMER+（2008年4月 - 2009年3月、J SPORTS）

### ラジオ
- SWITCH! KAWASAKI（FMヨコハマ、2009年1月4日 - 2013年3月31日）

### 映画
- エクステ（2007年）
- かずら（2010年）

### アニメーション映画
- 秒速5センチメートル（2007年3月） - 篠原明里 役[1]

### CM
- ハーバード才能開発『四谷学院』
- ワコール『ウイング』
- ゼファーマ『エージーアイズ』
- TSUTAYA DISCAS（2008年8月8日）
- 北洋銀行『合併告知』（2008年10月14日）

### 舞台
- 大人の麦茶 第十三杯目公演「サバンナチャンス」（2008年1月30日 - 2月5日/本多劇場）
- 大人の麦茶 第十五杯目公演「ネムレナイト2008」（2008年6月18日 - 22日/紀伊國屋ホール）

### 写真集
尾上綾名義
- -ful（2003年7月、芸文社、撮影：松田忠雄）ISBN 978-4874656624